# John Paul Jones (Seefahrer)

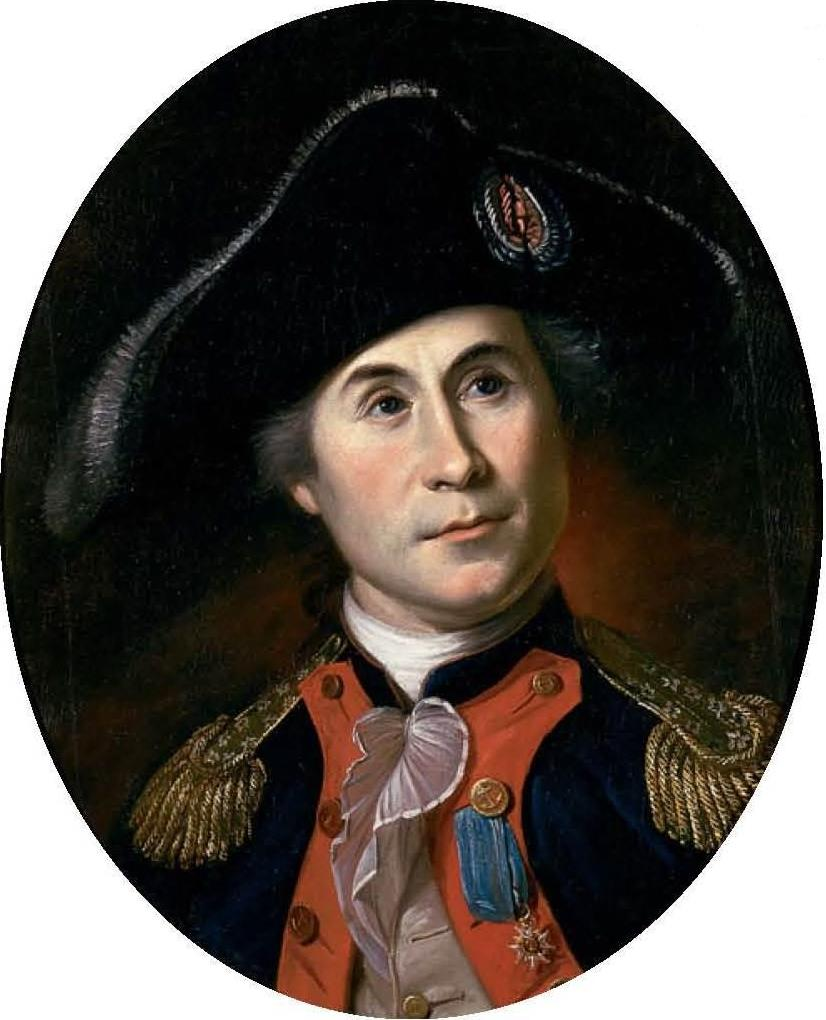
John Paul Jones; Gemälde von Charles Wilson Peale (etwa 1781)

John Paul Jones (* 6. Juli 1747 in Arbigland, Kirkcudbrightshire, Schottland als John Paul; † 18. Juli 1792 in Paris) war ein Freiheitskämpfer im Amerikanischen Unabhängigkeitskrieg. Jones gilt als Seeheld, US-amerikanischer Nationalheld und wird als einer der „Väter“ der US Navy angesehen.

## Leben

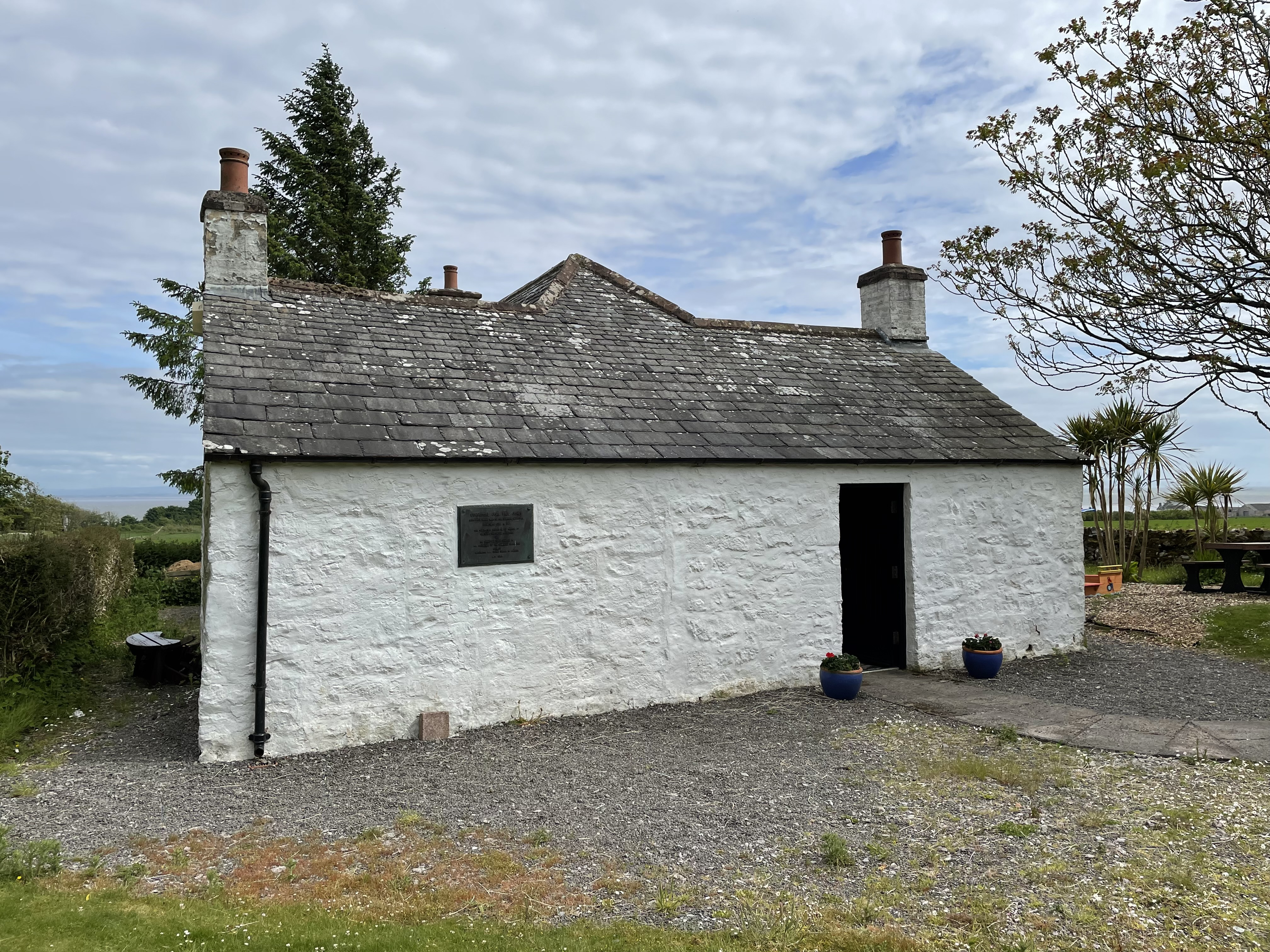
Der Geburtsort und Heimatort von John Paul Jones in Arbigland, Schottland.

Jones wurde in Arbigland im Kirchspiel Kirkbean geboren. Sein Vater John Paul war Gärtner des Parlamentsabgeordneten Robert Craik, seine Mutter, Jean Macduff, war schottischer Herkunft. Im Alter von zwölf Jahren wurde er Shipmaster’s Apprentice (Kapitänslehrling) bei dem Kaufmann Younger in Whitehaven.
Nach mehreren Reisen als Steuermann auf Sklavenschiffen wurde er mit 21 Jahren Kapitän auf der Brigg John. 1775 übersiedelte er nach Fredericksburg (Virginia) um die Angelegenheiten seines dort verstorbenen Bruders zu regeln. Dort ergänzte er seinen Namen mit Jones. Noch im selben Jahr meldete er sich freiwillig in den Dienst der Continental Navy. Am 3. Dezember 1775 war er der erste Mann, der die Flagge der neu gegründeten Union auf einem Schiff hisste.
Beim Beginn des US-amerikanischen Unabhängigkeitskrieges befehligte er das Schiff Providence. Er wurde im November 1777 nach Frankreich gesandt, um dort ein größeres Kommando zu übernehmen. Auf dieser Fahrt wurde die neue Flagge gezeigt und von Frankreich anerkannt. Da die französische Regierung mit der Kriegserklärung an Großbritannien zögerte, unternahm Jones am 10. April 1778 von Brest aus auf eigene Faust einen Streifzug gegen die nördlichen britischen Küsten und kaperte die britische Sloop Drake.
Im August 1779 wurde Jones Kommodore eines Geschwaders aus französischen und US-amerikanischen Schiffen. Der gegen Liverpool gerichtete Anschlag scheiterte.
Während des Amerikanischen Unabhängigkeitskrieges brachte er vor der Küste Englands und Schottlands britische Schiffe auf. Zu einem geflügelten Wort wurde sein Ausruf in der Seeschlacht gegen das britische Linienschiff Serapis am 23. September 1779. Als sein Schiff Bon Homme Richard zu sinken begann, forderte ihn der britische Kapitän Pearson zur Kapitulation auf. Der Legende nach antwortete John Paul Jones mit den Worten: “Sir, I have not yet begun to fight!” (deutsch: „Mein Herr, ich habe noch nicht einmal begonnen zu kämpfen!“) Es gelang ihm, mit seiner Mannschaft die britische Serapis zu kapern. Jones reklamierte die Serapis als Prise für die USA, musste sie jedoch an Frankreich geben. Für den Sieg wurde ihm vom Kongress per Resolution gedankt, von Louis XVI. erhielt er ein Schwert. Jones kehrte mit der Fregatte Alliance in die USA zurück.

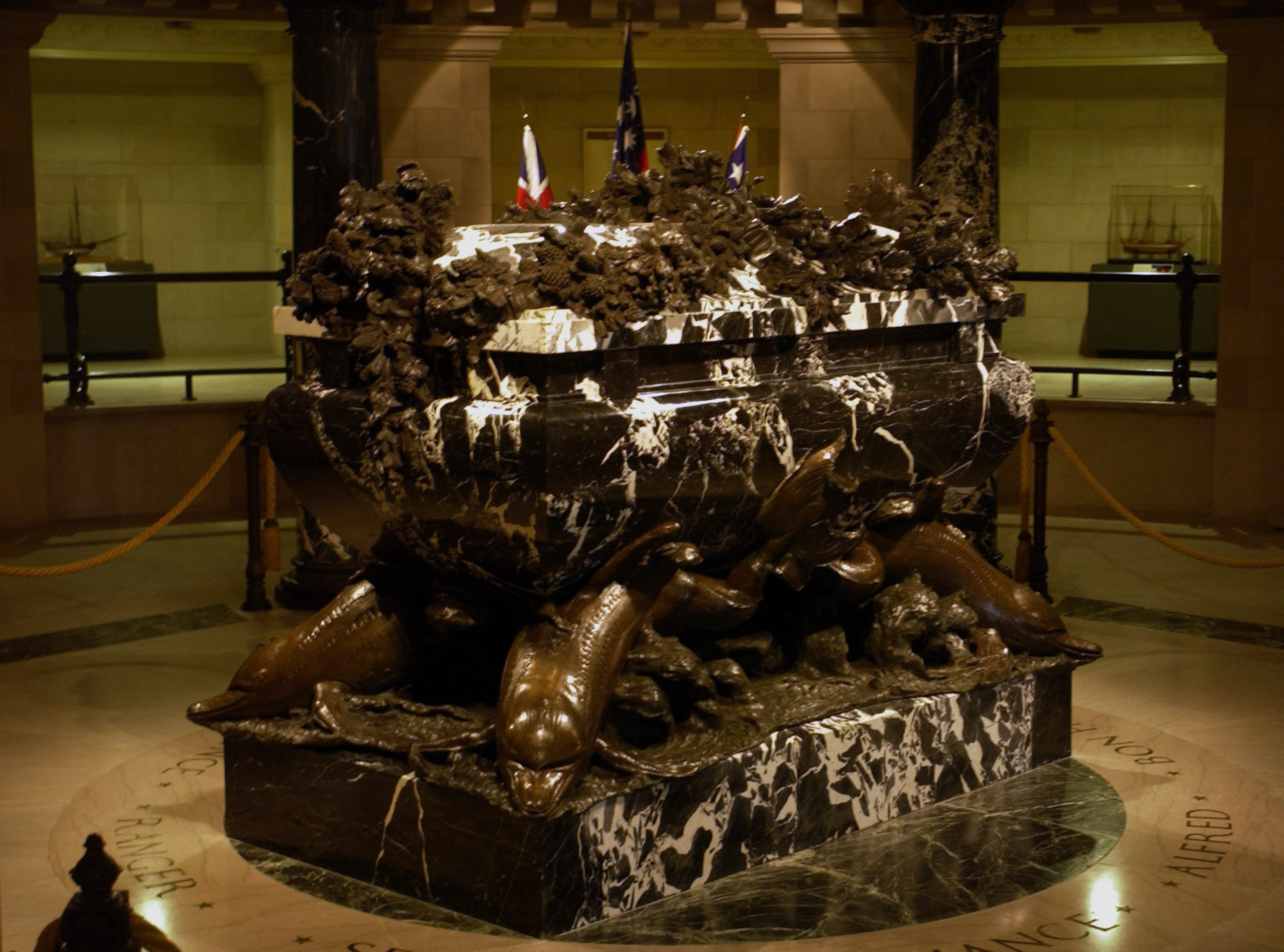
Der Bronze-Sarkophag

Auf Einladung der Kaiserin Katharina II. trat er in russische Dienste und trug 1788 wesentlich zum Sieg Russlands über die türkische Flotte bei. Er lebte später in Holland und Frankreich.
John Paul Jones starb fast vergessen am 18. Juli 1792 in Paris. Seine sterblichen Überreste wurden 1905 nach Amerika überführt und in der United States Naval Academy in einem Bronze-Sarkophag beigesetzt, an dem seit über hundert Jahren Marinesoldaten rund um die Uhr Wache halten.

## Nachleben
Das Jones County in Mississippi trägt seinen Namen.
Die US Navy benannte fünf Schiffe nach John Paul Jones:
- Paul Jones, Schaufelrad-Kanonenboot, (1862–1867)[3]
- Paul Jones, Zerstörer der Bainbridge-Klasse (1902–1919)[4]
- Paul Jones, Zerstörer der Clemson-Klasse, (1921–1945)[5]
- John Paul Jones, Zerstörer der Forrest-Sherman-Klasse (1956–1982)
- John Paul Jones, Zerstörer der Arleigh-Burke-Klasse (seit 1993)[6]

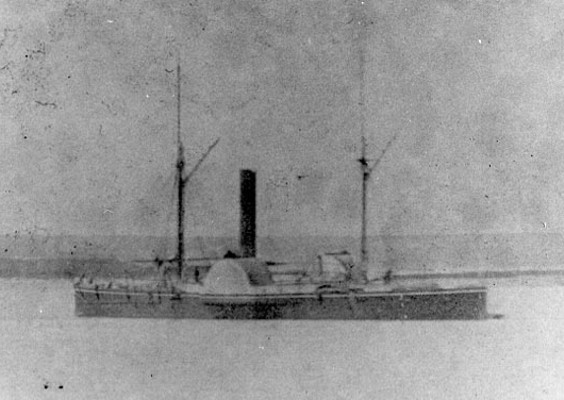
Schaufelrad-Kanonenboot Paul Jones
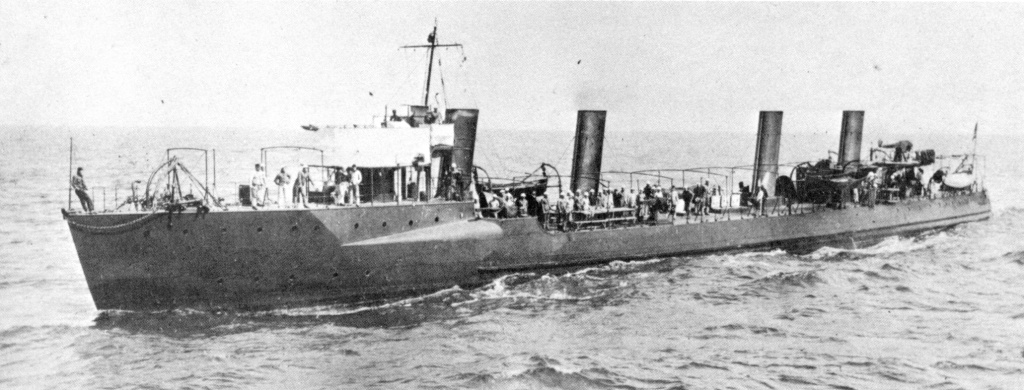
Die Paul Jones von 1902
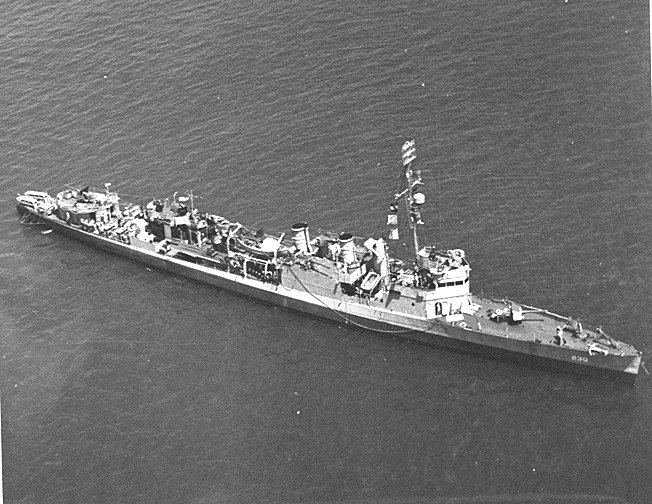
Die Paul Jones von 1921
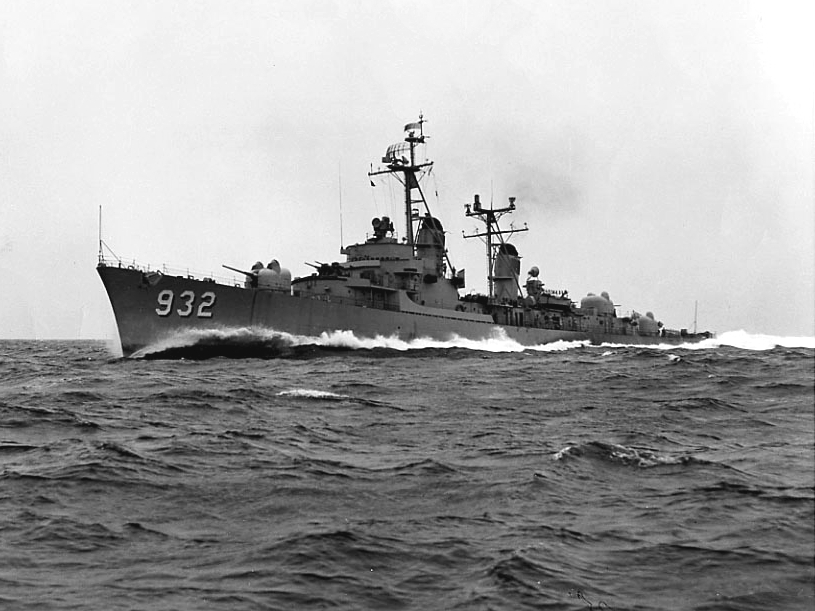
John Paul Jones von 1956
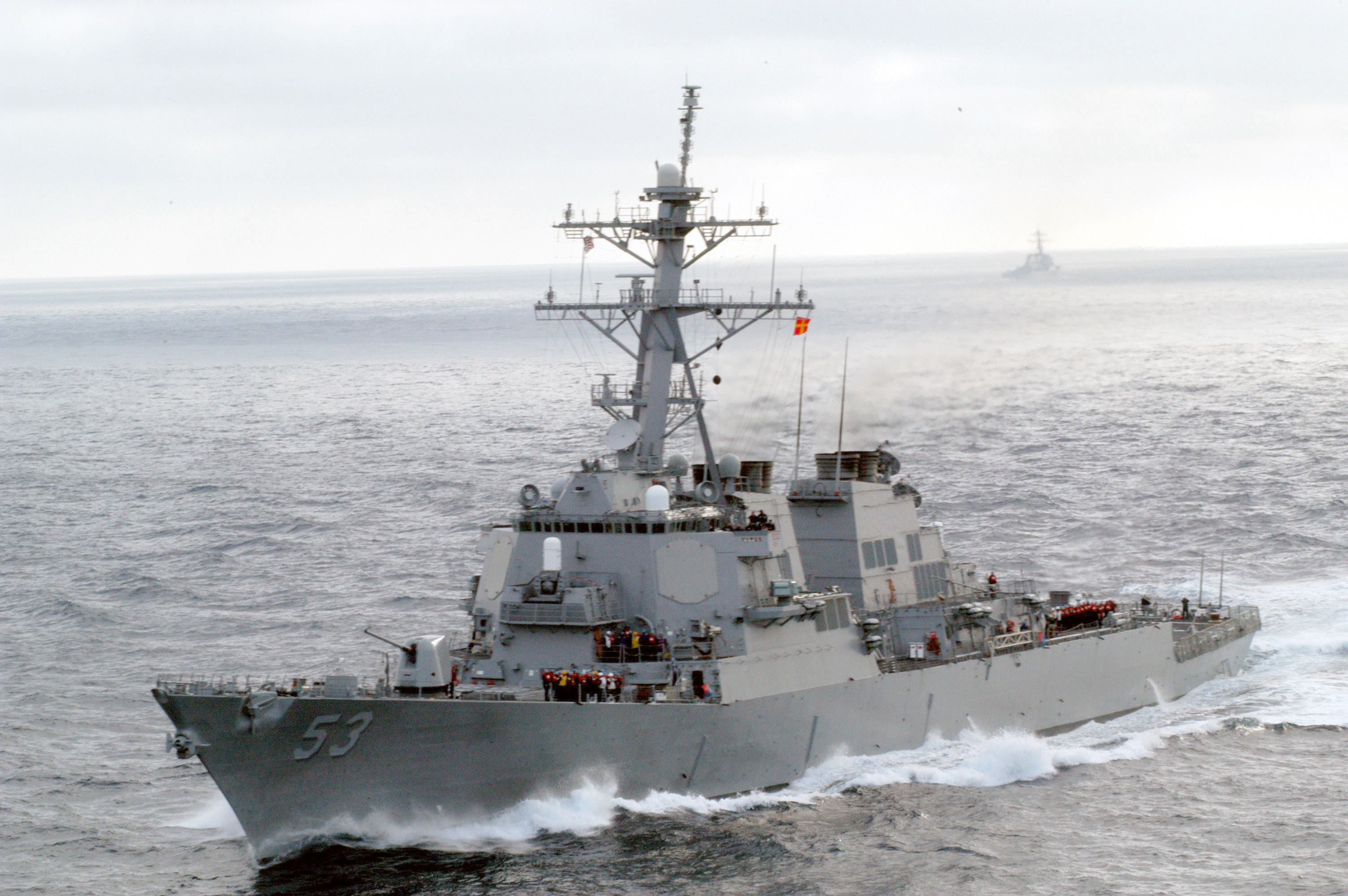
Die John Paul Jones von 1993

### Belletristik
- James Fenimore Cooper: The pilot, 1824 (Digitalisat der Ausgabe London 1867)
  - Deutsch: Der Lotse. Belle Epoque Verlag, Tübingen 2017, ISBN 978-3-945796-68-9 (Übersetzung bearbeitet von Christian Reichenbach)
- Allan Cunningham: Paul Jones. A Romance. 3 Bände. London 1826 (Digitalisat Band 1, Band 2, Bd. 3)
  - Deutsch: Paul Jones, der Seeräuber für Amerika’s Freyheit. Verlag Arnold, Stuttgart 1827 (3 Bände, übersetzt von Adolf Lindau)
- Samuel Eliot Morison: John Paul Jones. A sailor’s biography (= Classics of naval literature). Tri-Service Press, Shrewsbury 1989, ISBN 0-87021-323-7 (Nachdruck der Ausgabe Boston, Mass. 1959)

## Verfilmung
- Jones’ Leben wurde 1959 in Hollywood unter dem Titel John Paul Jones (deutscher Titel: Beherrscher der Meere) mit Robert Stack in der Titelrolle verfilmt (Regie: John Farrow).